# Daluis
Daluis település Franciaországban, Alpes-Maritimes megyében. Lakosainak száma 145 fő (2022. január 1.). Daluis Castellet-lès-Sausses, Sausses, La Croix-sur-Roudoule, Guillaumes, Saint-Léger és Sauze községekkel határos.

## Népesség
A település népességének változása:
| Lakosok száma | 202  | 124  | 110  | 120  | 151  | 148  | 146  | 143  | 141  | 145  |
|               | 1968 | 1982 | 1990 | 2006 | 2013 | 2015 | 2017 | 2019 | 2020 | 2022 |